# Musée d'histoire naturelle de Berlin
Le musée d'histoire naturelle de Berlin est le principal musée d'histoire naturelle de la ville de Berlin, capitale de l'Allemagne. En allemand ce musée est depuis longtemps connu sous le nom de Museum für Naturkunde tel que cela peut être lu sur la façade du bâtiment (littéralement, « musée d'Histoire Naturelle ») mais pour le distinguer des autres musées de ce même type, le monde germanophone se réfère aussi à lui comme le Museum für Naturkunde in Berlin (« musée d'histoire naturelle à Berlin »). Le nom officiel du Musée a changé plusieurs fois au fil de son histoire. Du fait d’être entré en 2009 dans la Communauté Leibniz, le nom officiel du Musée est actuellement Museum für Naturkunde – Leibniz-Institut für Evolutions- und Biodiversitätsforschung (« musée d'Histoire Naturelle - Institut Leibniz pour la recherche sur l’évolution et la biodiversité »).
Les collections du musée d'histoire naturelle de Berlin sont parmi les trois les plus riches de l'Allemagne, avec celles du muséum Senckenberg à Francfort-sur-le-Main et celles du musée Alexander Koenig à Bonn. Sur une surface d'exposition de plus de 6 000 mètres carrés (séparés en salles thématiques), il abrite aujourd’hui une collection comprenant plus de vingt-cinq millions d’objets, appartenant aux domaines de la zoologie, de la paléontologie, de la géologie et de la minéralogie. Le musée d’histoire naturelle de Berlin apporte ainsi une vue d’ensemble de l’évolution de la vie sur Terre, et permet d’observer de près la beauté et la diversité de la nature.

## Histoire du musée

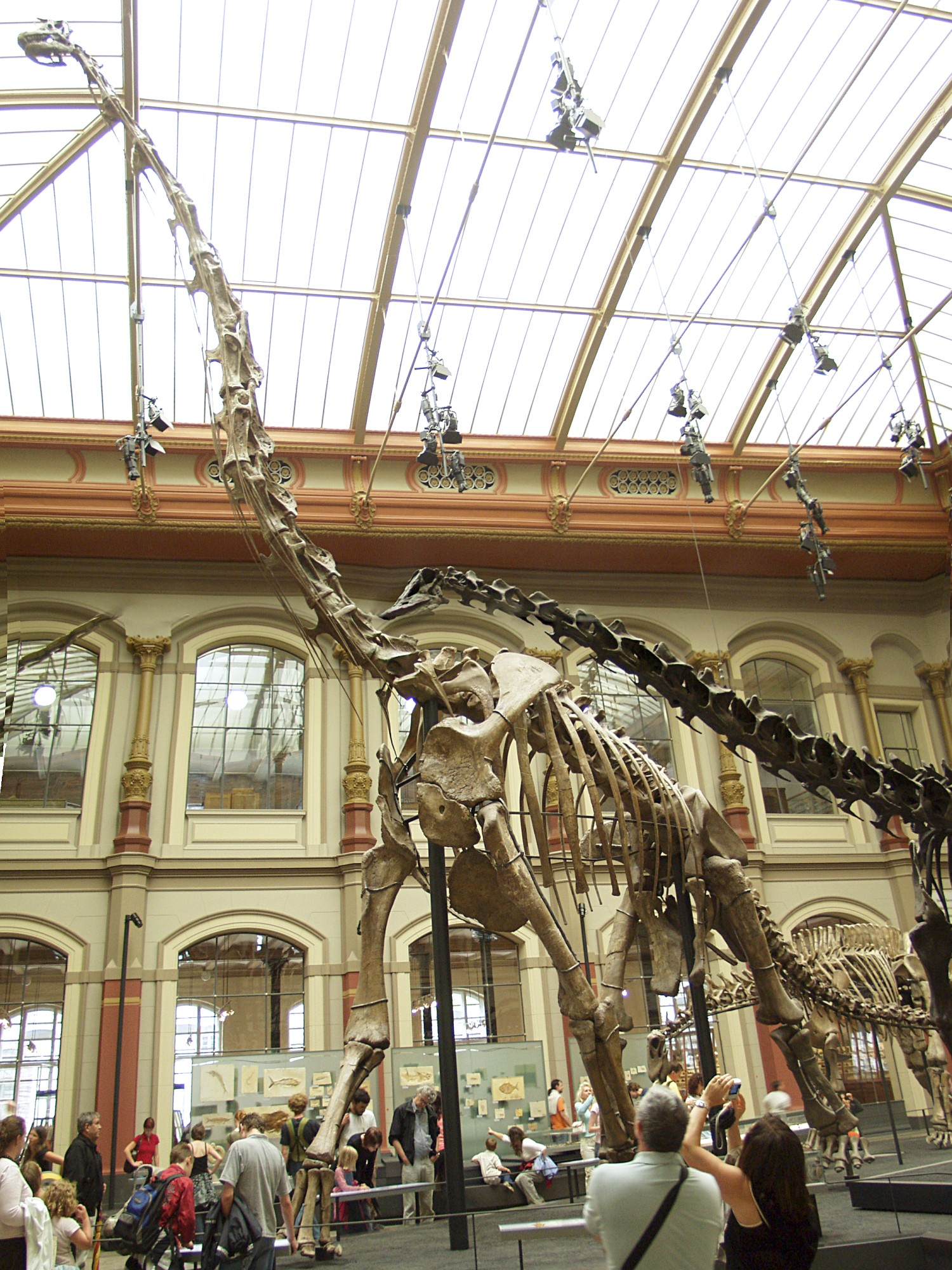
Le spécimen type de Giraffatitan, conservé au musée d'histoire naturelle de Berlin, est encore de nos jours le plus grand squelette complet de dinosaure jamais découvert.

Le musée d’histoire naturelle de Berlin fut fondé en 1810, à partir de collections minéralogiques empruntées à l’Académie des Mines de Berlin de l’époque, en même temps que l’université de Berlin (Universität zu Berlin en ce temps), à laquelle il était rattaché. Ses collections s’agrandirent au cours du XIXe siècle et le bâtiment actuel du musée fut construit entre 1883 et 1889, sur l’Invalidenstraße, en suivant les plans de l’architecte berlinois August Tiede. En 1944, pendant la Seconde Guerre mondiale, une partie du musée fut lourdement endommagée lors de bombardements et pendant les combats de rues : certains spécimens furent détruits, par exemple les restes du Spinosaurus que le musée conservait à l’époque. D’autres pièces importantes, comme l’exemplaire d’Archaeopteryx lithographica, le Brachiosaurus (de nos jours rangé dans le genre Giraffatitan), le Dicraeosaurus ou le Kentrosaurus, survécurent à la guerre et existent toujours.
En 1949 l’université de Berlin adopta le nom d'université Humboldt de Berlin, autant pour honorer son fondateur, Wilhelm von Humboldt, que le frère de celui-ci, Alexander von Humboldt, naturaliste allemand reconnu. C’est pourquoi, en cette même année, alors que les deux États allemands ré-émergeaient, le Musée reçut la dénomination de Museum für Naturkunde der Humboldt-Universität zu Berlin (« musée d'histoire naturelle de l’université Humboldt de Berlin ») et fut connu pendant la période communiste comme « musée Humboldt » (il se trouvait en effet à Berlin-Est, en RDA).
Le 1er janvier 2009, le Musée d’histoire naturelle de Berlin change d’obédience passant de l’université Humboldt à la « Communauté Leibniz » (la Leibniz-Gemeinschaft) comme l’un des instituts scientifiques la constituant : il prend alors le nom de Museum für Naturkunde – Leibniz-Institut für Evolutions- und Biodiversitätsforschung an der Humboldt-Universität zu Berlin et c’est sous ce nom qu’il fête son bicentenaire en 2010. Finalement, le nom officiel du Musée fut établi sous la forme Museum für Naturkunde – Leibniz-Institut für Evolutions- und Biodiversitätsforschung (« musée d’Histoire Naturelle - Institut Leibniz pour la recherche sur l’évolution et la biodiversité »). Un autre musée, également situé à Berlin, est désormais le seul à porter le nom de « musée Humboldt » : c’est le musée du château de Tegel, habité encore de nos jours par les descendants des frères Wilhelm et Alexander von Humboldt auxquels cet établissement est consacré.

## Collections

### La salle de l’Archéoptéryxet des autres dinosaures

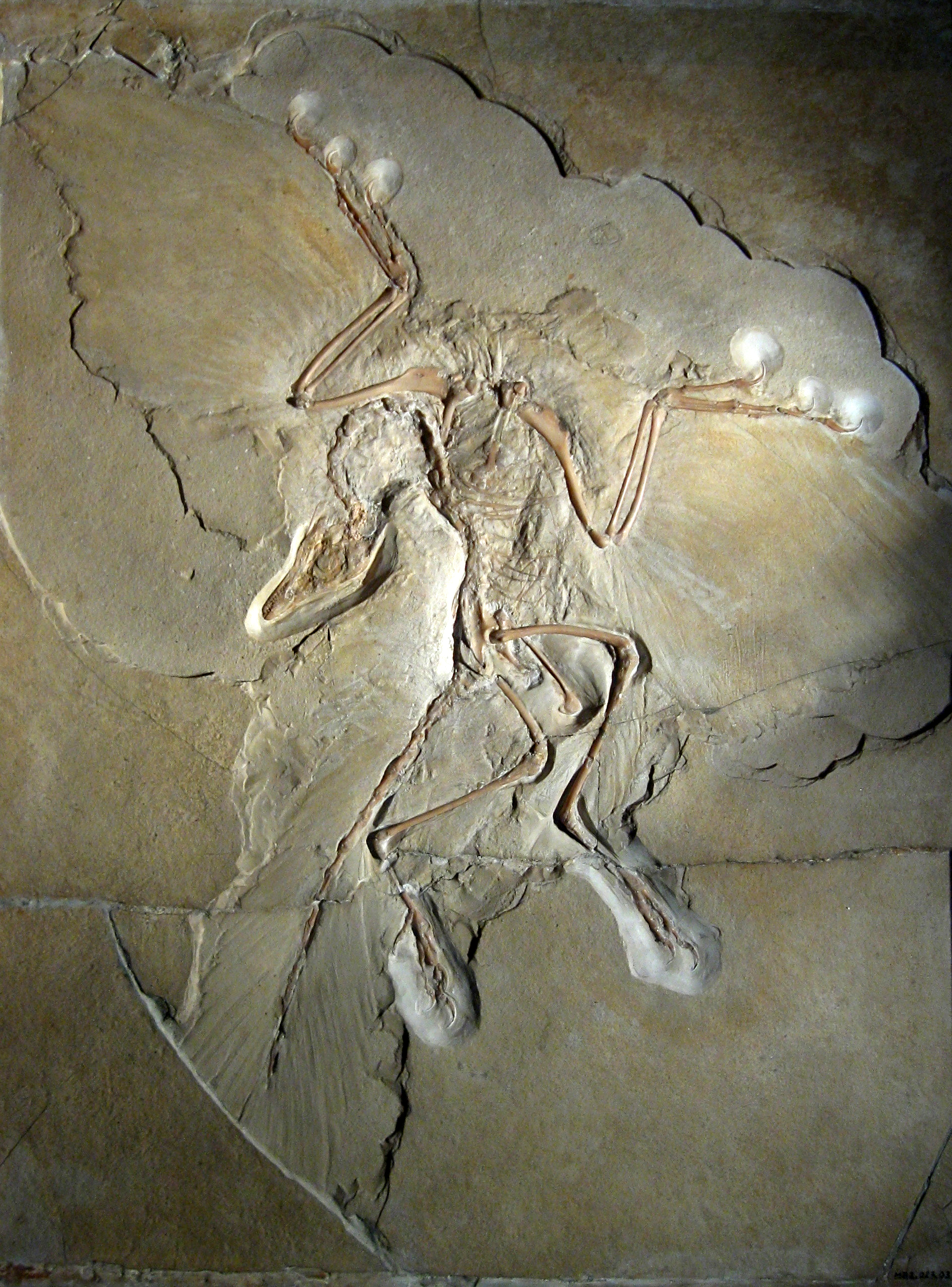
Le spécimen berlinois d’Archaeopteryx : l’une des pièces maîtresses des collections du musée.

Cette salle abrite de nombreux ossements originaux venant de toutes les régions du monde. Les pièces majeures du musée font partie de cette collection, dont le fameux spécimen berlinois de l’Archaeopteryx lithographica et le squelette du Giraffatitan (spécimen autrefois attribué au genre Brachiosaurus). L’Archaeopteryx lithographica, découvert dans le calcaire de Solnhofen (Allemagne), est le plus beau et le mieux conservé des dix exemplaires de cette espèce (dont trois appartenant à des collections privées) découverts jusqu'à présent. Quant au Giraffatitan, avec ses 15,5 mètres de long, et ses 13,27 mètres de haut, il est le plus grand squelette complet de dinosaure reconstitué à ce jour.

### La salle sur la préparation

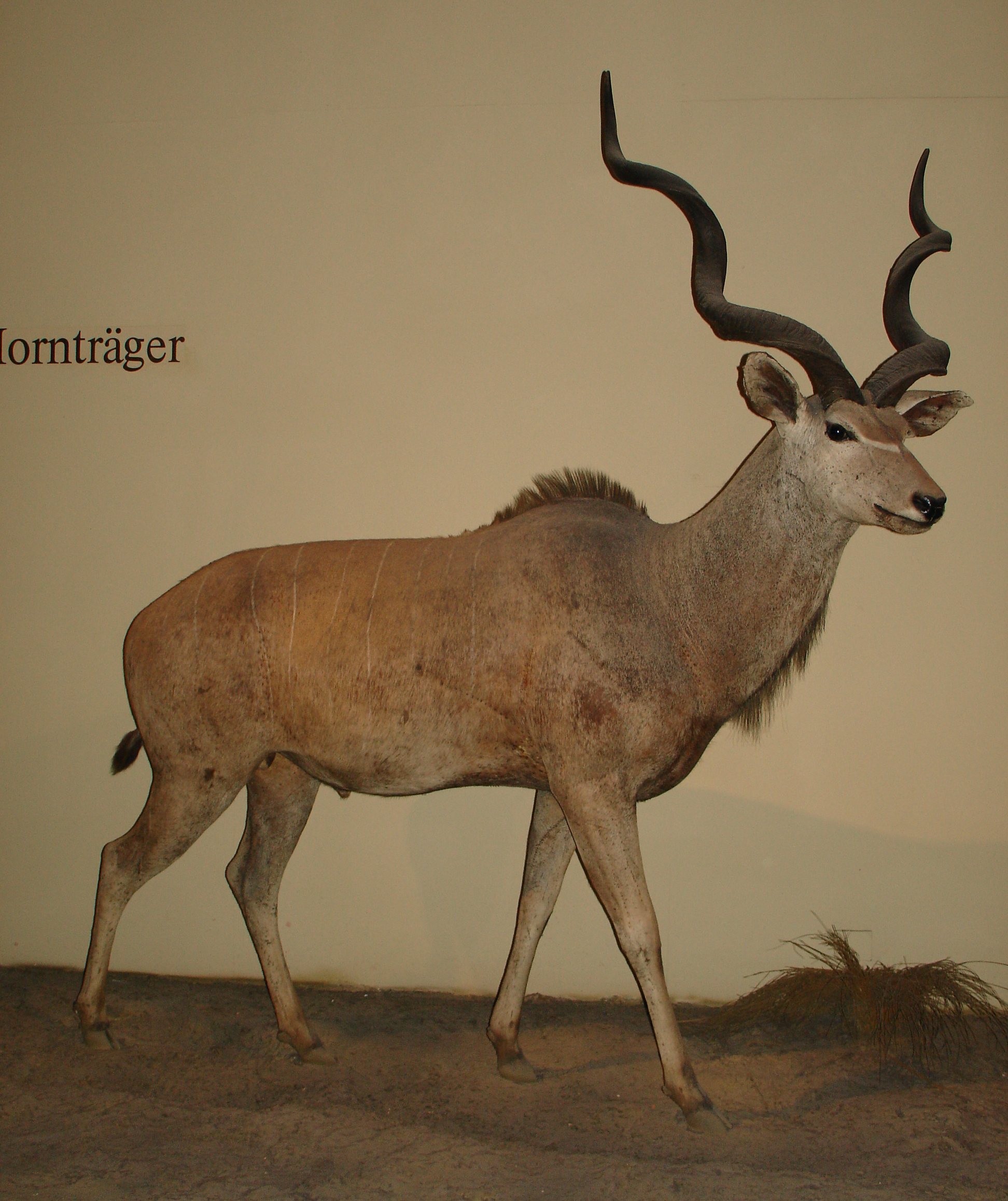
Un spécimen de Grand koudou, l'un des nombreux animaux naturalisés du Musée

L’exposition sur la taxidermie montre l’historique du développement des techniques de préparation des spécimens, de la mise en place des dioramas et du modelage biologique jusqu’à la naturalisation des mammifères, la taxidermie des oiseaux et les techniques du moulage. L’un des objets-phare du musée est le gorille « Bobby ». Arrivé au jardin zoologique de Berlin à l’âge de trois ans, Bobby, totalement apprivoisé, devient très vite l’animal fétiche des Berlinois. Atteint d’une maladie rare affectant sa croissance, il n’atteignit jamais l’âge adulte. Après sa mort, en 1935, le musée a souhaité immortaliser cet imposant gorille. Bobby a donc été naturalisé par les artistes taxidermistes du musée, K. Kästner et G. Schröder.

### La salle des ongulés

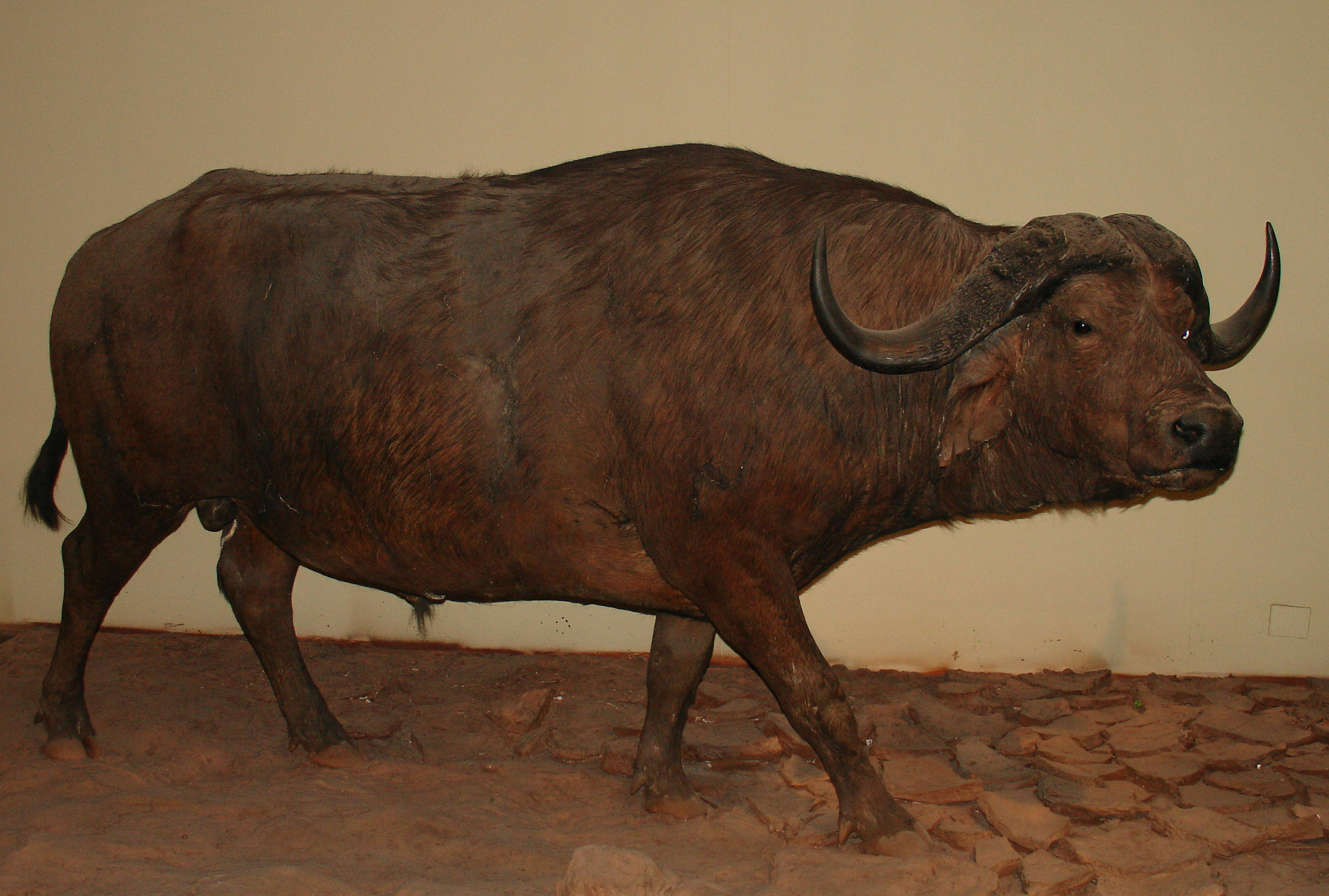
Un Buffle d'Afrique (Syncerus caffer) naturalisé

On y découvre une étonnante variété parmi les animaux à sabots. Curieusement, entre les cerfs, les chevaux, les rhinocéros, les oryctéropes, les pécaris et un certain nombre d’autres espèces, on y trouve aussi les hippopotames. De nombreux ongulés venant d’Afrique, comme le Buffle d'Afrique (Syncerus caffer), sont aussi présentés dans cette salle.

### La salle sur l’évolution des mammifères
Les spécimens de cette salle illustrent l’évolution des mammifères et notamment des humains. L’évolution et la diversité des insectes sont également traités.

### La salle des minéraux et météorites

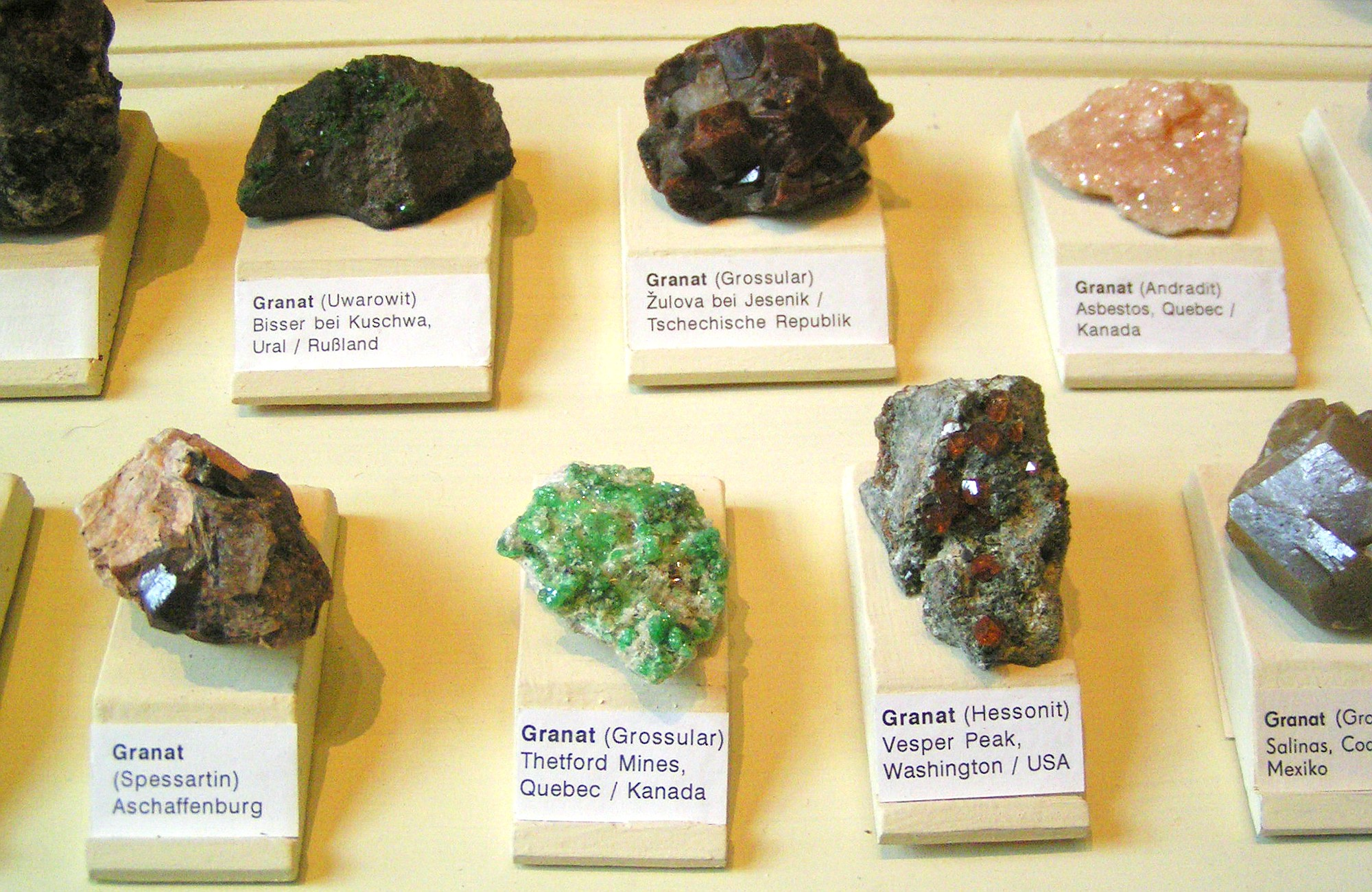
Différents minéraux exposés au musée.

La salle des minéraux et météorites permet de découvrir l’impressionnante variété de formes et de couleurs existant parmi les cristaux. De plus, cette salle contient une des plus importantes collections de météorites au monde. On y trouve notamment des météorites datant de la formation du système solaire, il y a 4,5 milliards d'années, provenant pour la plupart des collections d’Alexander von Humboldt. L’exposition de météorites du Musée comprend aussi des échantillons de la collection d’Ernst Chladni, qui formula l’hypothèse de l’origine cosmique des météorites.

### La salle des oiseaux de nos régions
Merles, grives, pinsons et de beaucoup d’autres spécimens d’oiseaux exposent leur plumage grâce à plus 300 modèles taxidermiques.

### La salle des poissons locaux, amphibiens et reptiles
Parmi les 80 espèces de poissons, batraciens et reptiles vivant dans nos lacs et rivières, une cinquantaine sont représentés dans leur environnement naturel. Le silure est remarquable par sa taille exceptionnelle. Ce carnassier n’a que de très petites dents mais lorsqu’il est adulte, il est capable d’aspirer des proies telles que : poissons, grenouilles, petits mammifères et oiseaux aquatiques.

### La salle des mammifères indigènes
Presque toutes les espèces des mammifères d’Europe centrale sont représentées dans ces dioramas. Un diorama est une reproduction en trois dimensions d’un ensemble d’animaux naturalisés dans leur environnement naturel. Il peut éventuellement être sonore (enregistrement des chants et cris des espèces présentées). La collection des mammifères indigènes comprend des animaux comme le cerf et le daim. Les dioramas les plus anciens datent des années 1930 mais beaucoup ont été perdus en 1944 et de nouveaux dioramas ont récemment été créés par les employés du « département des expositions » du musée.

### La salle sur les modèles d'insectes
Des modèles d’insectes indigènes agrandis à des échelles allant de 25 à 100, œuvres d’Alfred Keller, furent créés en papier mâché, plâtre, cire, bois et cellulose entre 1930 et 1955.

### La salle de paléontologie
Cette collection de fossiles, exceptionnelle par la qualité de ses échantillons paléontologiques, présente des végétaux, coraux, mollusques, échinodermes (comme les comatules en rosace ou les crinoïdes), insectes, poissons, reptiles, dinosaures, oiseaux et mammifères disparus.

## Historique des différentes collections zoologiques
Les collections zoologiques du musée comptent plus de 21 millions d’objets : ce sont parmi les plus grandes du monde.

### Poissons
Les collections d’ichtyologie comptent 1 100 squelettes, 1 750 spécimens séchés et plus de 130 000 spécimens conservés dans du formol. Elles sont riches de 1 700 types différents. Les exemplaires les plus anciens sont ceux de Marcus Elieser Bloch (1723-1799) et de Peter Simon Pallas (1741-1811) et datent du XVIIIe siècle. Parmi les autres collections d’importance historique, il faut citer celles de Johannes Peter Müller (1801-1858), celles d’Amérique du Sud  de Alexander von Humboldt (1769-1859), Robert Hermann Schomburgk (1804-1865) et Moritz Richard Schomburgk (1811-1891), celles d’Afrique de Wilhelm Carl Hartwich Peters (1815-1883), Franz Ludwig Stuhlmann (1863-1928), et Friedrich Fülleborn (1866-1933), celle du Japon de Franz Martin Hilgendorf (1839-1904), celles de la Mer Rouge de Friedrich Wilhelm Hemprich (1796-1825), Christian Gottfried Ehrenberg (1795-1876) et Carl Benjamin Klunzinger (1834-1914), et celles du sud-est asiatique de Francis Day (1829-1889) et de Eduard Carl von Martens (1831-1904).

### Mammifères
Ce département compte 150 000 spécimens dont un millier de types différents, fruit de deux cents ans d’effort notamment d’Hinrich Lichtenstein (1780-1857), de Wilhelm Peters (1815-1883), de Paul Matschie (1861-1926) et bien d’autres.

### Crustacés
27 000 spécimens sont conservés dans ce département, les plus anciens sont ceux rassemblés par Johann Friedrich Wilhelm Herbst (1743-1807).

### Invertébrés marins
Ce département compte 40 000 spécimens d’onze phylums comme les porifères, les cnidaires, les échinodermes, etc. Les principales collections ont été faites durant le XIXe siècle et au début du XXe siècle notamment par Christian Gottfried Ehrenberg (1795-1876), Carl Benjamin Klunzinger (1834-1914), Ludwig Heinrich Philipp Döderlein (1855-1936), Fritz Schaudinn (1871-1906), de Willy Georg Kükenthal (1861-1922), etc.

### Mollusques
Cinq millions de spécimens sont conservés ce qui en fait la deuxième collection en nombre de spécimens du Musée après celle d’entomologie. Nombre d’entre eux ont été rassemblés par Eduard Carl von Martens (1831-1904). Le Musée a acquis, au cours de son histoire, différentes collections historiques comme celles de Wilhelm Bernhard Rudolph Hadrian Dunker (1809-1885), de Friedrich Paetel (1812-1888), de Franz Alfred Schilder (1896-1970)...

### Insectes
Le département compte neuf millions de spécimens, dont la collection d'Arnold Schultze.

## Activités scientifiques
Dans l'enceinte du musée travaillent plus d'une centaine de scientifiques. Ils étudient la collection afin de mieux comprendre l'histoire de la Terre ainsi que le développement et l'évolution de la vie. Ces importants travaux de recherche, méconnus du grand public, forment l'activité principale et la raison d'être du musée. Les spécialistes attachés au musée sont en contact permanent avec des collaborateurs venant du monde entier et participent à de nombreux projets. En plus de cela, des scientifiques de nombreux pays visitent et utilisent les collections du musée.

### Sources
- (en + de) Musée d'histoire naturelle de Berlin, site web officiel
- Prospectus du musée